# Sauvagnas
Sauvagnas település Franciaországban, Lot-et-Garonne megyében. Lakosainak száma 525 fő (2022. január 1.). Sauvagnas Laroque-Timbaut, Bajamont, Bon-Encontre, Pont-du-Casse, Saint-Caprais-de-Lerm és Saint-Robert községekkel határos.

## Népesség
A település népessége az elmúlt években az alábbi módon változott:
| Lakosok száma | 305  | 376  | 372  | 427  | 503  | 524  | 527  | 524  | 522  | 525  |
|               | 1968 | 1982 | 1990 | 2006 | 2013 | 2015 | 2017 | 2019 | 2020 | 2022 |